# 幌筵岛
幌筵岛（俄語：Парамушир，羅馬化：Paramushir，日语：／ Paramushiru tō */?），俄语音译帕拉穆希尔岛，是俄罗斯千岛群岛北部主岛，亦称波罗茂知岛，北距勘察加半岛约39公里，面积2053平方公里。名稱來源於阿伊努語的「para-mosir」或「poro-mosir」，意思是廣闊的島嶼。

## 地理

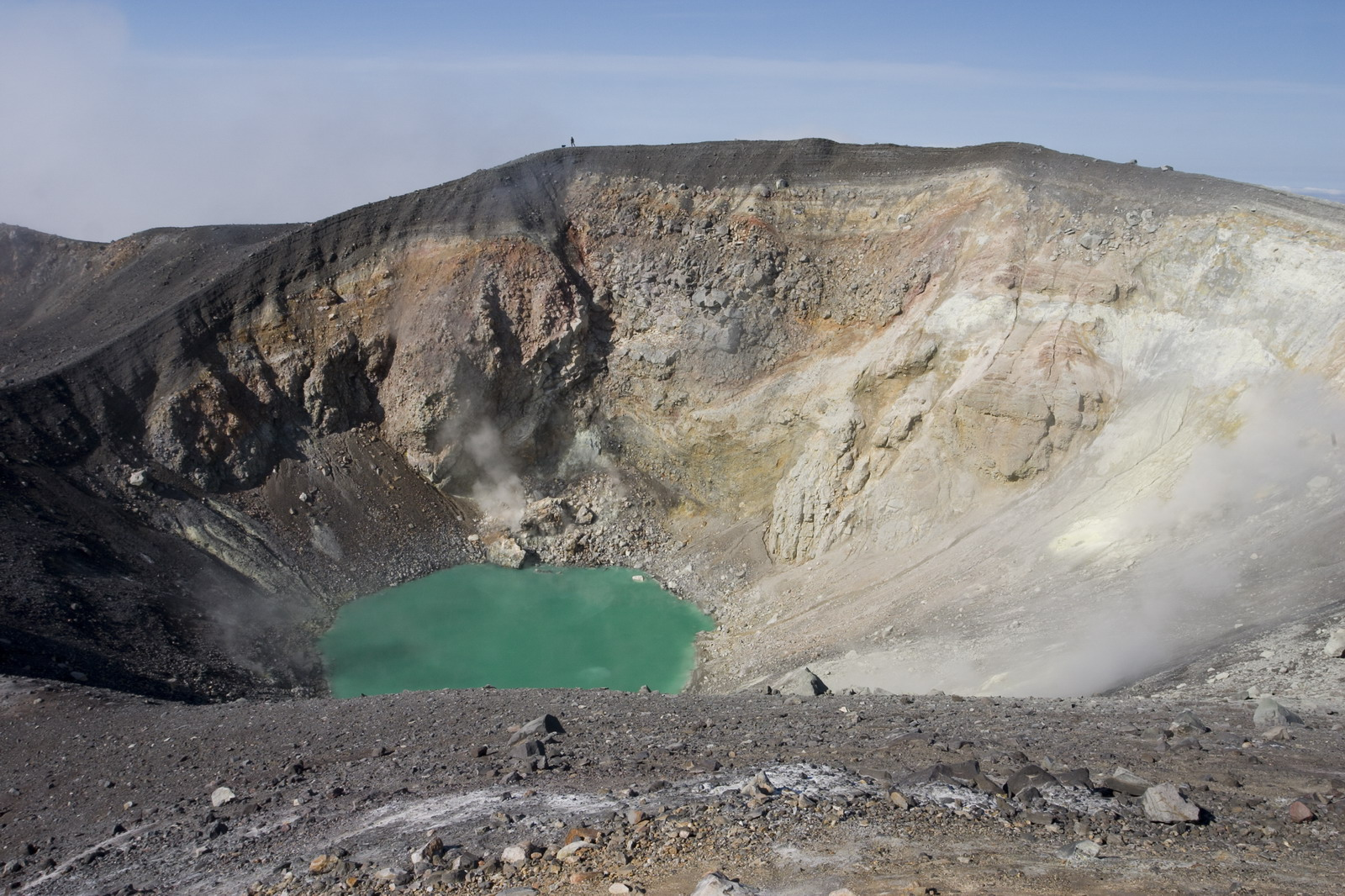
幌筵島的火山口

千岛群岛中第二大岛。东北隔幌筵海峡与占守岛相望，南与温禰古丹岛相望。近太平洋侧为鸟岛列岩。除仅有的沿海平原以外岛内主要由标高1000公尺以上的山岳构成 。最长河流为轟川（全长20公里），主要河流有熊川，鳟川，速毛川，茂寄川，西川，加熊别川等。
主要城镇有柏原，人口约5000人，该岛是北千岛地区唯一有人定居的岛屿。市内可以接收到日本NHK广播第二放送的气象通报。

## 历史
1644年日本幕府正保御国绘图中将其绘入松前藩领土。之后俄国人科兹列夫斯基在1713年对幌筵岛进行了勘测，1804年6名日本渔民漂流登岛。1855年根据《日俄和亲通好条约》，包括幌筵岛在内的北千岛群岛成为俄国领土，而庫頁島仍維持日俄兩國共管，未定國界。后根据1875年的《库页岛千岛群岛交换条约》，日本以放棄庫頁島，交换包括幌筵岛在内的所有千岛群岛。
二战结束后，苏联占领了幌筵岛。1952年北庫里爾斯克地震引發海嘯，幌筵岛遭到海啸袭击，几乎所有的定居点均被摧毁，2300多人丧生。苏联解体后，俄罗斯联邦继承对该岛实际控制。